# 광자 매핑
광자 매핑 또는 포톤 매핑(photon mapping)은 컴퓨터 그래픽스에서 헨리크 완 옌센(Henrik Wann Jensen)이 1995년에서 2001년 사이에 개발한 2패스(two-pass) 글로벌 일루미네이션 렌더링 알고리즘으로, 공간의 특정 지점에서 빛의 휘도를 통합하기 위한 렌더링 방정식을 대략적으로 해결한다. 광원(예: 광자)의 광선과 카메라의 광선은 일부 종료 기준이 충족될 때까지 독립적으로 추적된 다음 두 번째 단계에서 연결되어 휘도 값을 생성한다. 이 알고리즘은 다양한 유형의 객체와 빛의 상호 작용을 사실적으로 시뮬레이션하는 데 사용된다(다른 사실적 렌더링 기술과 유사). 구체적으로, 유리나 물(화선 포함)과 같은 투명한 물질을 통한 빛의 굴절, 조명된 물체 사이의 확산 상호반사, 반투명 물질의 빛의 표면 아래 산란 및 입자상 물질로 인한 일부 효과를 시뮬레이션할 수 있다. (연기나 수증기 등) 광자 매핑은 스펙트럼 렌더링과 같은 보다 정확한 빛 시뮬레이션으로 확장될 수도 있다. PPM(Progressive Photon Mapping)은 광선 추적으로 시작한 다음 점점 더 많은 광자 매핑 패스를 추가하여 점점 더 정확한 렌더링을 제공한다.
패스 트레이싱(경로 추적), 양방향 패스 트레이싱, 체적 경로 추적 및 메트로폴리스 광전송과 달리 광자 매핑은 "편향된" 렌더링 알고리즘이다. 즉, 이 방법을 사용하여 동일한 장면의 무한히 많은 렌더링을 평균화하면 렌더링 방정식에 대한 올바른 솔루션으로 수렴되지 않는다. 그러나 이는 일관된 방법이며 광자 수를 늘려 렌더링의 정확도를 높일 수 있다. 광자의 수가 무한대에 가까워질수록 렌더링은 렌더링 방정식의 솔루션에 점점 더 가까워진다.